# Spirostreptus bisulcatus
Spirostreptus bisulcatus är en mångfotingart som beskrevs av Carl Graf Attems 1896. Spirostreptus bisulcatus ingår i släktet Spirostreptus och familjen Spirostreptidae. Inga underarter finns listade i Catalogue of Life.